# Villeneuve-de-Rivière
Villeneuve-de-Rivière é uma comuna francesa na região administrativa de Occitânia, no departamento de Alta Garona. Estende-se por uma área de 13,57 km². Em 2010 a comuna tinha 1 831 habitantes (densidade: 134,9 hab./km²).